# Rue (Francia)
Rue è un comune francese di 3 197 abitanti situato nel dipartimento della Somme nella regione dell'Alta Francia.

## Società

### Evoluzione demografica
Abitanti censiti